# Признание комиссара полиции прокурору республики
«Признание комиссара полиции прокурору республики» (итал. Confessione di un commissario di polizia al procuratore della repubblica) — итальянский фильм режиссёра Дамиано Дамиани 1971 года, получивший Золотой приз на ММКФ 1971 года.
В этом фильме Дамиано Дамиани сделал шаг в сторону «экшена», скрестив его со своей, уже хорошо наработанной, мафиозной тематикой, которую в свою очередь развил глубже и шире.

## Сюжет
Комиссар полиции Бонавиа из типичного итальянского городка, много лет безуспешно охотившийся за местными мафиозным авторитетом, решается на крайний шаг: выпускает на свой страх и риск из тюрьмы бывшего сообщника босса мафии, с которым тот обошёлся бесчестно. Обуреваемый жаждой мести, бандит, выйдя из тюрьмы, ведёт себя именно так, как и хочет Бонавиа: первым делом находит на чёрном рынке автомат и идёт убивать своего обидчика. Но в жестокой перестрелке на вилле «босса» гибнут лишь трое его телохранителей — сам главарь, кем-то предупреждённый, ушёл, устроив киллеру ловушку.
С этого момента затея Бонавиа ставит под удар его самого — он вынужден вести следствие о четырёх трупах на Виа Плебисцито, отчитываясь перед молодым и требовательным прокурором республики (Франко Неро). Но Бонавиа фактически не контролирует расследование, его контролирует мафия, которая в этом фильме Дамиани впервые представлена как «Спрут» — отхватишь одно щупальце, как тут же отрастет другое. А гнилые щупальца немедленно отсекаются — всех свидетелей, явных и потенциальных, немедленно ликвидируют и надежно прячут в бетон. «Когда-нибудь они вам предложат квартиру на льготных условиях в лучшем районе этого города, — насмешливо говорит Бонавиа Прокурору. — Но не удивляйтесь, если, ткнув пальцем в стену, вы найдете там чей-то глаз, а если откроете кран в раковине, вместо воды может потечь кровь».
Честный Бонавиа бессилен в тисках этого неуловимого спрута и в итоге гибнет, так и не добившись справедливости. К финалу фильм, начавшийся как экшен, восходит на уровень высокой драмы.
Фильм также передаёт атмосферу политической ситуации в тогдашней Италии, когда социалисты и коммунисты выступали реальной силой, способной взять власть и «почистить» коррумпированную политическую систему. Один из таких положительных персонажей представлен в фильме в образе местного «правдолюбца», разоблачителя, коммуниста, которого мафия также безжалостно убирает (прототипом послужил убитый мафиози социалист-профсоюзник Плачидо Риццотто). Симпатии Дамиани явно не на стороне «системы».
Прокурор, поражённый гибелью Бонавия и признанием, которое тот ему сделал незадолго до гибели, вдруг усомнился в праведности как своей мантии, так и самой системы.

## Актёры
- Мартин Балсам — Бонавиа, комиссар полиции
- Франко Неро — Траини, заместитель окружного прокурора
- Марилу Толо — Серена Ли Пума, любовница Фердинандо Ломунно
- Лучано Катеначчи — Фердинандо Ломунно, мафиозный босс
- Клаудио Гора — Мальта, генеральный прокурор
- Калисто Калисти
- Джанкарло Прете
- Артуро Доминичи
- Микеле Гаммино
- Адольфо Ластретти
- Нелло Паццафини
- Данте Клери
- Гуальтьеро Рисполи
- Рой Босьер
- Джанкарло Бадесси
- Филиппо Де Гара
- Джанни Палладино
- Серджо Серафини
- Луиджи Урси
- Бруно Боскетти
- Винченцо Норвезе
- Франко Транкина
- Джанкарло Палермо
- Вецио Натили — эпизод
- Вериано Дженези — эпизод